# All Nite (Don't Stop)
"All Nite (Don't Stop)" é uma canção gravada pela cantora americana Janet Jackson para seu oitavo álbum de estúdio, Damita Jo (2004). Foi escrita e produzida por Jackson e a dupla sueca Bag & Arnthor (composta por Anders Bagge e Arnthor Birgisson), com escrita adicional de Jimmy Jam e Terry Lewis. A Virgin Records lançou a música em 29 de maio de 2004, como o terceiro single do álbum. "All Nite (Don't Stop)" é uma música electro-funk e house que contém elementos de grime, samba, música latina, dance-pop, ambient techno e dancehall. Jackson canta a música em um falsete ofegante, com metáforas líricas comparando várias ações à dança.
"All Nite (Don't Stop)" recebeu críticas positivas dos críticos musicais, com alguns deles elogiando-a como a melhor música do álbum. Seu desempenho nas tabelas musicais foi fortemente afetado pelo boicote do trabalho de Jackson em muitos formatos de rádio e canais de música em todo o mundo, em relação a conglomerados multados pela Comissão Federal de Comunicações americana após seu incidente no intervalo do Super Bowl. No entanto, atingiu o topo da Hot Dance Club Songs e alcançou a oitava posição na Hot Dance Airplay, enquanto alcançava o top 20 na Espanha e no Reino Unido, bem como em vários outros países. Além disso, ganhou o prêmio BMI London de Melhor Canção Pop.
O videoclipe acompanhante, dirigido por Francis Lawrence, retrata Jackson e seus dançarinos ensaiando em um hotel abandonado durante uma queda de energia. O videoclipe recebeu indicações para Melhor Vídeo de Dança no International Dance Music Awards e Melhor Coreografia no MVPA Awards. A fim de promover o single e o álbum, Jackson interpretou "All Nite (Don't Stop)" em várias ocasiões, incluindo Saturday Night Live, On Air with Ryan Seacrest e Top of the Pops, além do MTV Video Music Awards Japan de 2004. A música também foi tocada em todas as suas turnês subsequentes após o lançamento.

## Desempenho nas tabelas musicais
| Tabela musical (2004)                             | Melhor posição |
| ------------------------------------------------- | -------------- |
| Alemanha (Offizielle Deutsche Charts)             | 48             |
| Austrália (ARIA)                                  | 24             |
| Austrália (Club Top 50)                           | 24             |
| Bélgica (Ultratop 50 de Flandres)                 | 21             |
| Bélgica (Ultratop 50 da Valônia)                  | 22             |
| Canadá (CHR/Pop Top 30)                           | 25             |
| CEI (Tophit)                                      | 173            |
| Escócia (Scottish Singles Chart)                  | 23             |
| Espanha (PROMUSICAE)                              | 13             |
| Estados Unidos (Bubbling Under Hot 100 Singles)   | 19             |
| Estados Unidos (Billboard Dance/Mix Show Airplay) | 8              |
| Estados Unidos (Billboard Dance Club Songs)       | 1              |
| Estados Unidos (Billboard Dance Singles Sales)    | 6              |
| Estados Unidos (Billboard R&B/Hip-Hop Songs)      | 90             |
| Estados Unidos (Billboard Mainstream Top 40)      | 33             |
| Irlanda (IRMA)                                    | 26             |
| Itália (FIMI)                                     | 30             |
| Países Baixos (Single Top 100)                    | 35             |
| Nova Zelândia (Recorded Music NZ)                 | 39             |
| Reino Unido (UK Singles Chart)                    | 19             |
| Reino Unido (UK Dance Chart)                      | 5              |
| Reino Unido (OCC UK R&B)                          | 3              |
| Romênia (Romanian Top 100)                        | 21             |
| Suíça (Schweizer Hitparade)                       | 76             |

| Tabela musical (2008)                        | Melhor posição |
| -------------------------------------------- | -------------- |
| Estados Unidos (Billboard Hot Singles Sales) | 40             |

| Tabela musical (2004)                       | Posição |
| ------------------------------------------- | ------- |
| Estados Unidos (Billboard Dance Club Songs) | 30      |